# فرانچسکو مونتلا
فرانچسکو مونتلا (انگلیسی: Francesco Montella؛ زادهٔ ۲۳ آوریل ۱۹۸۷) بازیکن فوتبال اهل ایتالیا است.
از باشگاه‌هایی که در آن بازی کرده‌است می‌توان به باشگاه فوتبال آ.اس. رم اشاره کرد.